# Rachel van Meetelen
Rachel Francis (Rachel) van Meetelen (Amsterdam, 12 maart 1975) is een Nederlands politica namens de Partij voor de Vrijheid (PVV). Sinds 6 december 2023 is zij Tweede Kamerlid.
In 2023 stond zij – zonder enige politieke ervaring – voor de PVV op de zevende plek van de kandidatenlijst voor de Provinciale Statenverkiezingen in Noord-Brabant en op de derde plaats van de kandidatenlijst  voor de Tweede Kamerverkiezing.
Van Meetelen maakte de middelbare school niet af. Zij woont in Bergen op Zoom en exploiteert sinds 1998 poffertjeskramen op kermissen. Daarnaast is ze sinds 2023 lid van het hoofdbestuur van de Nationale Bond van Kermisbedrijfshouders.